# 歐洲太空營運中心

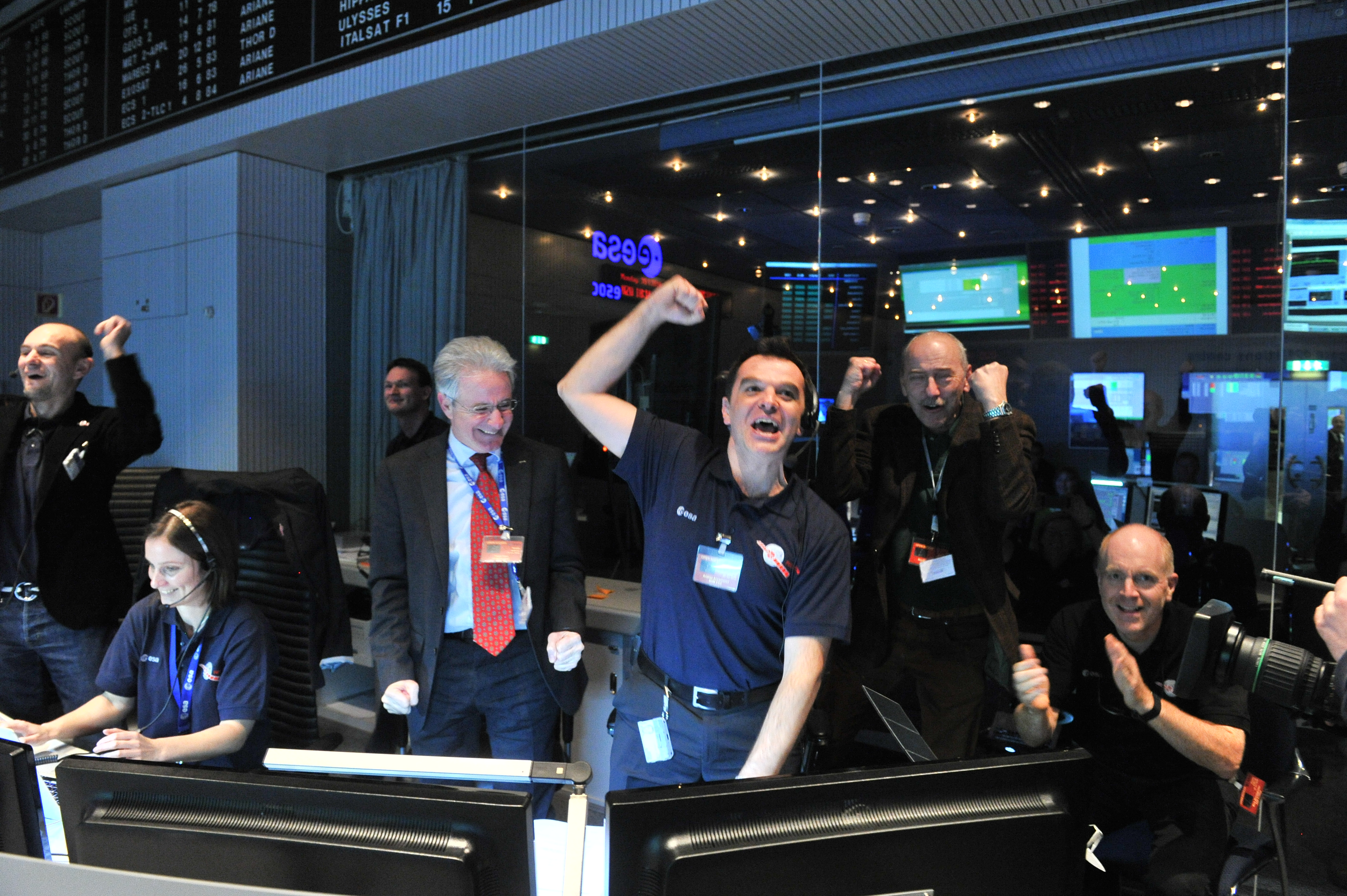
ESOC收到来自首次彗星着陆任务罗塞塔号的信号（2014年1月）。

歐洲太空營運中心（英語：European Space Operations Centre）是欧洲空间局（ESA）的主要任务控制中心，位于德国达姆施塔特。歐洲太空營運中心的主要任务是代表欧洲空间局和Launch and Early Orbit Phases（LEOP）操控无人飞船并执行一些第三方任务。 该中心还与欧洲空间局的国际合作伙伴和工厂负责着地面系统的工程、软件开发、飞行动力学和导航、任务控制工具和技术，空间碎片的研究开发合作业务等一系列合作。
歐洲太空營運中心目前的主要任务包括恒星与行星的研究（如火星快車號和羅塞塔號）、天文学和基础物理学（如盖亚任务和XMM-牛顿卫星）和地球观测任务（如CryoSat2和Swarm (spacecraft)）。營運中心还负责着ESTRACK网络地面站的开发、运营和维护。中心的团队还参与了与先进任务控制概念和空间态势感知相关的研究和开发工作，以及与频率管理、任务操作、跟踪、遥测和遥控以及太空垃圾相关的标准化活动。

## 任务
ESOC当前的任务包括以下内容：
行星和太阳
- 火星快車號
- 羅塞塔號彗星着陆任务及其菲萊登陸器
- Cluster II（英语：Cluster II (spacecraft)）
- 火星微量氣體任務衛星

天文学和物理学基本任务
- 盖亚任务
- 国际伽玛射线天体物理实验室
- XMM-牛顿卫星
- 激光干涉空間天線開路者號

地球观测任务
- CryoSat-2（英语：CryoSat-2）
- Swarm（英语：Swarm (spacecraft)）
- Sentinel-1A（英语：Sentinel-1A）
- Sentinel-2A（英语：Sentinel-2A）
- Sentinel-3A（英语：Sentinel-3A）

此外，多个任务的地面系统和任务控制团队正在进行准备和培训，包括：
- 貝皮可倫坡號
- ExoMars
- ADM-Aeolus（英语：ADM-Aeolus）
- Biomass
- EarthCare
- 歐幾里得衛星
- 木星冰月探测器
- PLATO（英语：PLATO (spacecraft)）
- 太陽軌道載具
- 哥白尼计划项目的剩余卫星